# Алкаптонурия
Алкапто́нури́я — наследственное заболевание, обусловленное выпадением функций оксидазы гомогентизиновой кислоты и характеризующееся расстройством обмена тирозина и экскрецией с мочой большого количества гомогентизиновой кислоты.
На примере алкаптонурии сэр Арчибальд Эдвард Гаррод разработал концепцию метаболического блока (1909).

## Этиология
Алкаптонурия возникает вследствие мутации гена, кодирующего синтез оксидазы гомогентезиновой кислоты. Данная патология характеризуется аутосомно-рецессивным типом наследования. Алкаптонурией чаще болеют мужчины.
Ген оксидазы гомогетинзиновой кислоты человека (HGD) локализован на длинном плече 3 хромосомы человека (3q 21-23).

## Патогенез
В нормальных условиях гомогентизиновая кислота — промежуточный продукт распада тирозина и фенилаланина — переводится в малеилацетоуксусную кислоту, из которой в конечном счёте образуются фумаровая и ацетоуксусная кислоты, вступающие в другие биохимические циклы. Из-за дефекта фермента этот процесс тормозится, и остающаяся в избытке гомогентизиновая кислота превращается полифенолоксидазой в хиноновый полифенол (алкаптон или бензохинонацетат), который и выводится почками. Не полностью экскретируемый мочой алкаптон откладывается в хрящевой и другой соединительной ткани, обусловливая их потемнение и повышенную хрупкость. Чаще всего первой появляется пигментация склер и ушных хрящей.

## Клиническая картина
Ранний признак алкаптонурии — выделение у ребёнка мочи, быстро темнеющей при стоянии на воздухе, подогревании, подщелачивании. В дальнейшем может присоединиться мочекаменная болезнь, осложняющаяся пиелонефритом.
Признаки поражения опорно-двигательного аппарата появляются обычно после 30 лет. Характерно преимущественное поражение крупных суставов нижних конечностей: коленных, тазобедренных. Реже в процесс вовлекаются плечевые суставы. Изменения характеризуются вторичным остеоартрозом. Отмечаются боли механического характера, часто возникает синовит, резистентный к лечению. Количество воспалительных клеток в синовиальной жидкости невелико. У многих пациентов отмечается быстрое прогрессирование деструктивных изменений хряща суставов. Иногда срок, проходящий от дебюта суставного синдрома до развития выраженных изменений, требующих эндопротезирования суставов, может составлять 2-3 года.
Нередко отмечается избыточное отложение гомогентезиновой кислоты в связках, сухожилиях и их оболочках, приводящее в ряде случаев к развитию локальных воспалительных изменений и кальцификации.
Часто поражается позвоночник. Основные симптомы: боль и ограничение движений преимущественно в поясничном отделе, реже в грудном и шейном отделах позвоночника. На рентгенограммах выявляются изменения, характерные для распространенного остеохондроза, а также кальцификация межпозвоночных дисков, что является отличительным признаком охроноза. Возможно как изолированное поражение позвоночника, так и одновременное вовлечение крупных суставов. Клинические признаки поражения позвоночного столба при алкаптонурии могут напоминать анкилозирующий спондилит. При обследовании таких пациентов отмечается значительное ограничение движений позвоночника. При охронозе могут возникать рентгенологические изменения крестцово-подвздошных суставов (остеоартроз), отчасти сходные с таковыми при сакроилеите.
Поражение хрящевой ткани ушных раковин встречается практически у всех больных алкаптонурией в развернутой стадии болезни. При этом меняется цвет ушных раковин: он может варьировать от голубого до серого, окраска может быть как интенсивной, так и слегка заметной. Меняется также эластичность ушных раковин: при пальпации они становятся более плотными и ригидными.
Реже меняется цвет кожи в области носогубных складок, подмышечных впадин, ладоней. Эти изменения протекают бессимптомно.
Очень часто у больных алкаптонурией развивается пигментация склер, что связано с отложением в них депозитов гомогентезиновой кислоты. Интенсивность таких отложений может быть разной. Эти изменения обычно не беспокоят пациентов, но являются одними из признаков данного заболевания, имеющим важное диагностическое значение.
При алкаптонурии примерно у 20 % больных развиваются изменения аортального клапана (редко — митрального): кальцификация створок, фиброзного кольца, а также восходящего отдела аорты. Эти изменения могут быть значительными, приводить к существенным гемодинамическим нарушениям, требующим в ряде случаев оперативного лечения (протезирование клапанов). Имеются данные о развитии кальциноза коронарных артерий.
Калькулезный простатит часто обнаруживается при алкаптонурии. Обычно он протекает мало- или бессимптомно, выявляется при ультразвуковом или рентгенологическом исследовании.

## Диагностика
Наиболее информативным для диагностики алкаптонурии является метод количественного определения гомогентизиновой кислоты и бензохиноуксусной кислоты в моче. Для этого используется ферментативная спектрофотометрия или жидкостная хроматография. Более простым, но менее точным способом выявления данного заболевания является оценка цвета мочи через 12-24 ч после пребывания её на воздухе. В этом случае происходит окисление алкаптона, что приводит к изменению цвета мочи (становится бурой или чёрной). Данные изменения происходят только при щелочных значениях рН мочи, поэтому при кислой реакции мочи необходимо её подщелачивание.
В ряде случаев диагноз «алкаптонурия» может быть установлен при выявлении характерной пигментации хряща в ходе артроскопии, синовиальной оболочки во время микроскопического исследования или клапанов сердца в ходе их протезирования.
Важно разграничить генетическую алкаптонурию от алкаптонурии при гиповитаминозе С. Последняя исчезает после назначения адекватной дозы аскорбиновой кислоты. Следует отличать алкаптонурию от гематурии, гемоглобинурии, меланинурии, порфирии.

## Лечение и профилактика
Радикального лечения нет, используется симптоматическая терапия и большие дозы аскорбиновой кислоты. Другие препараты: нитизинон.

## Генетическая предрасположенность
Это заболевание передается генетически по аутосомно-рецессивному типу. Родители человека с аутосомно-рецессивным заболеванием являются носителями по одной копии каждого из мутационных генов, но обычно у них нет признаков заболевания.